# Versa
Эта статья о языке запросов. Возможно, вы искали автомобиль Nissan Versa
Versa — язык запросов к данным в Resource Description Framework.  Это компактный функциональный язык программирования, синтаксис которого напоминает Lisp, когда альтернативные языки запросов к RDF используют  SQL основу, или специальные XML словари.  Разработка Versa была вдохновлена XPath. На 2005, существует только реализация Versa на ЯП Python, в open-source 4Suite XML framework.

## Примеры
Получить  URI (Uniform Resource Identifier) всех известных ресурсов:
```
all()
```

Получить URI всех вхождений типа edu:Subject:
```
type(edu:Subject)
```

Получить rdfs:label всех edu:Subject, имеющих одну или более  rdfs:label:
```
type(edu:Subject) - rdfs:label -> *
```

Получить URI всех edu:Subject имеющих rdfs:label равную "Russian language":
```
type(edu:Subject) |- rdfs:label -> eq("Russian language")
```

Получить URI всех "super-edu:Subjects" (transitively) для edu:Subject идентифицированного по "http://en.wikipedia.org/wiki/Russian_language":
```
traverse(@"
http://en.wikipedia.org/wiki/Russian_language
", @"
http://example.com/education#subTopicOf (недоступная+ссылка)
",
         vtrav:forward, vtrav:transitive)
```

## Сравните с
- DQL, XML-основанный, запросы и результаты в DAML+OIL
- N3QL, основан на Notation 3
- R-DEVICE
- RDFQ, XML-основан
- RDQ, SQL-основан
- RDQL, похож на SQL
- SeRQL, похож на SQL, близок к RDQL
- SPARQL, похож на SQL, создавался как W3C стандарт